# Bagnolo in Piano
Bagnolo in Piano is een gemeente in de Italiaanse provincie Reggio Emilia (regio Emilia-Romagna) en telt 8758 inwoners (31-12-2004). De oppervlakte bedraagt 26,7 km², de bevolkingsdichtheid is 312 inwoners per km².
De volgende frazioni maken deel uit van de gemeente: Castello San Michele, Ponte Beviera, Ponte Nuovo, Romani, San Michele, San Tommaso, Santa Maria-San Giovanni.

## Demografie
Bagnolo in Piano telt ongeveer 3450 huishoudens. Het aantal inwoners steeg in de periode 1991-2001 met 9,8% volgens cijfers uit de tienjaarlijkse volkstellingen van ISTAT.
| Jaar | Inwoneraantal |
| ---- | ------------- |
| 1991 | 7381          |
| 2001 | 8103          |

## Geografie
Bagnolo in Piano grenst aan de volgende gemeenten: Cadelbosco di Sopra, Correggio, Novellara, Reggio Emilia.

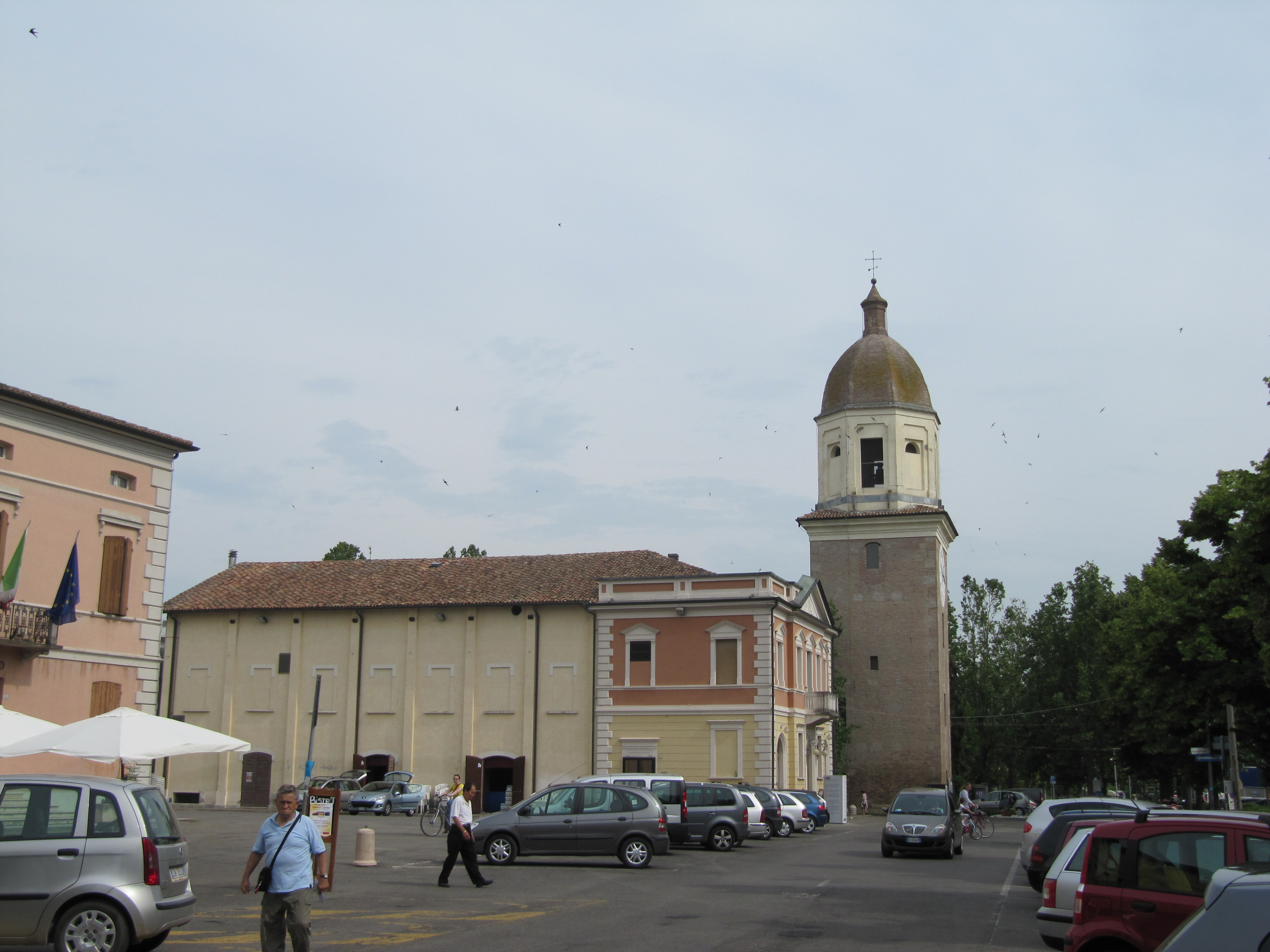
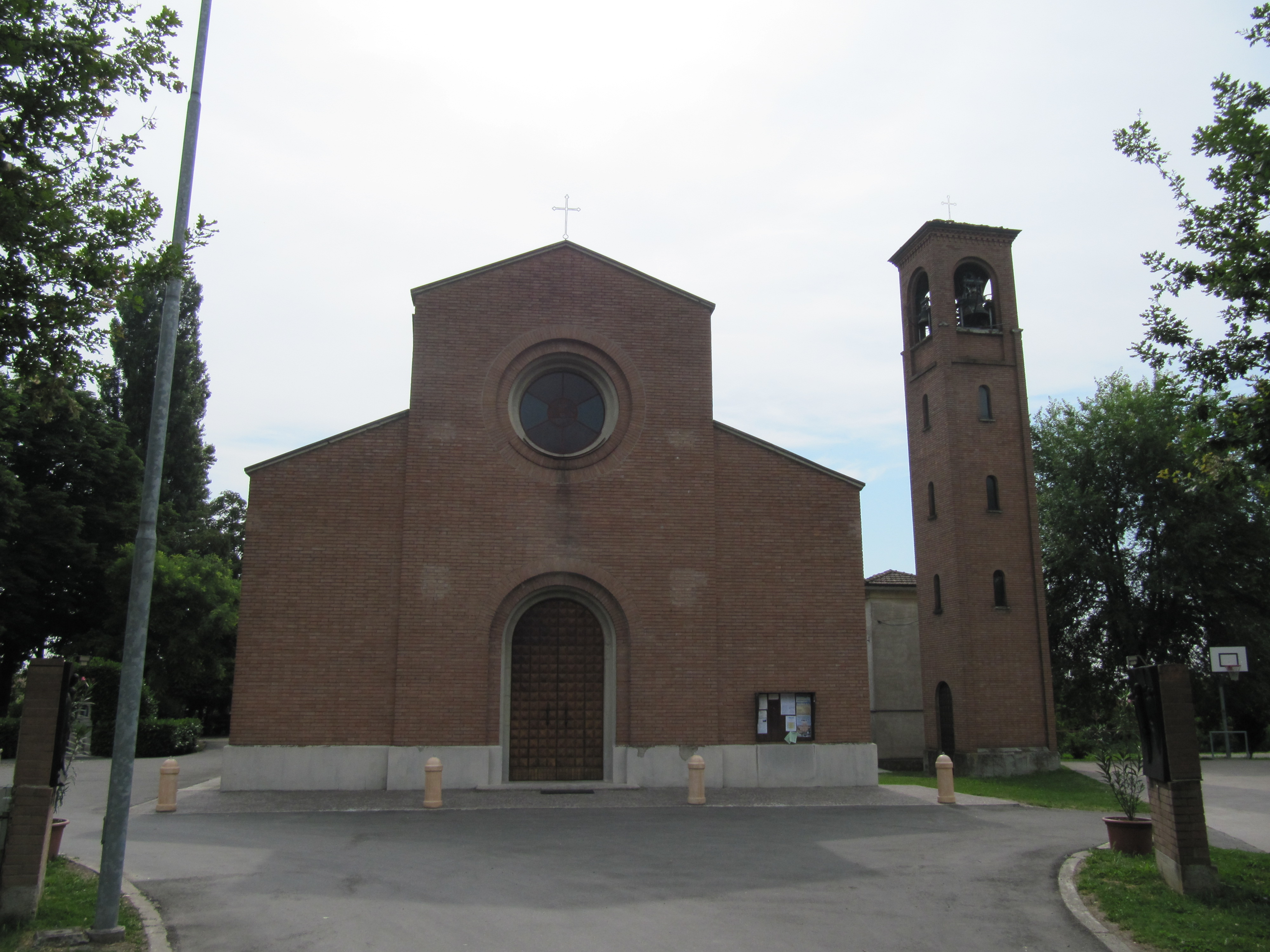

Albinea · Bagnolo in Piano · Baiso · Bibbiano · Boretto · Brescello · Busana · Cadelbosco di Sopra · Campagnola Emilia · Campegine · Canossa · Carpineti · Casalgrande · Casina · Castellarano · Castelnovo di Sotto · Castelnovo ne' Monti · Cavriago · Collagna · Correggio · Fabbrico · Gattatico · Gualtieri · Guastalla · Ligonchio · Luzzara · Montecchio Emilia · Novellara · Poviglio · Quattro Castella · Ramiseto · Reggio Emilia  · Reggiolo · Rio Saliceto · Rolo · Rubiera · San Martino in Rio · San Polo d'Enza · Sant'Ilario d'Enza · Scandiano · Toano · Ventasso · Vetto · Vezzano sul Crostolo · Viano · Villa Minozzo
- Virtual International Authority File: 246826267
- WorldCat: E39QbtfRyWfykR76mbX9yhV8Pp

1. ↑  https://demo.istat.it/?l=it.